# John Brancato e Michael Ferris
John Dominic Brancato (8 novembre 1958) e 
Michael Ferris (29 gennaio 1961) sono un duo di sceneggiatori statunitensi, conosciuti per aver lavorato ai film The Game - Nessuna regola, Terminator 3 - Le macchine ribelli, Terminator Salvation e Il mondo dei replicanti. Nei primi anni novanta sono stati accreditati anche con gli pseudonimi Henry Dominic e Henry Dominick.

## Filmografia
- Alterazione genetica II (Watchers II), regia di Thierry Notz (1990)
- Il mistero di Black Angel (Flight of Black Angel), regia di Jonathan Mostow – film TV (1991)
- Horror Baby (The Unborn), regia di Rodman Flender (1991)
- Sposati... con figli (Married... with Children) – serie TV, episodio 5x21 (1991)
- Femme fatale, regia di Andre R. Guttfreund (1991)
- Shot Gun - Insieme ad ogni costo (Into the Sun), regia di Fritz Kiersch (1991)
- Mindwarp, regia di Steve Barnett (1992)
- Severed Ties, regia di Damon Santostefano (1992)
- Interceptor - Agguato nel cielo (Interceptor), regia di Michael Cohn (1992)
- The Net - Intrappolata nella rete (The Net), regia di Irwin Winkler (1995)
- Æon Flux – serie TV, episodio 3x05 (1995)
- The Game - Nessuna regola (The Game), regia di David Fincher (1997)
- The Others – serie TV, episodi 1x01-1x02 (2000)
- Terminator 3 - Le macchine ribelli (Terminator 3: Rise of the Machines), regia di Jonathan Mostow (2003)
- Catwoman, regia di Pitof (2004)
- Paura primordiale (Primeval), regia di Michael Katleman (2007)
- Terminator Salvation (Terminator Salvation), regia di McG (2009)
- Il mondo dei replicanti (Surrogates), regia di Jonathan Mostow (2009)
- Hunter's Prayer - In fuga (The Hunter's Prayer), regia di Jonathan Mostow (2017)

## Filmografia aggiuntiva del solo Ferris
- I Simpson (The Simpsons) – serie TV, episodi 27x08-30x06 (2015-2018)
- Dead Rising: Endgame, regia di Pat Williams (2016)